# Rauret
Rauret – miejscowość i gmina we Francji, w regionie Owernia-Rodan-Alpy, w departamencie Górna Loara.
Według danych na rok 1990 gminę zamieszkiwało 178 osób, a gęstość zaludnienia wynosiła 9 osób/km² (wśród 1310 gmin Owernii Rauret plasuje się na 671. miejscu pod względem liczby ludności, natomiast pod względem powierzchni na miejscu 456.).